# Croix du Mont à Guéhenno
La Croix du Mont, près du lieu-dit "le Mont" sur la commune de Guéhenno dans le Morbihan.

## Historique
La croix du Mont, datant de l'époque médiévale, fait l’objet d’une inscription au titre des monuments historiques depuis le 23 mai 1927.